# Omroep West
Omroep West ist ein niederländischer öffentlich-rechtlicher Regionalrundfunk für den nördlichen Bereich von Zuid-Holland mit Sitz in Den Haag. Der südliche Teil von Zuid-Holland wird von dem Regionalsender RTV Rijnmond aus Rotterdam bedient. Damit hat Zuid-Holland als einzige niederländische Provinz zwei Regionalsender. Omroep West erhielt 2016 ca. 11 Millionen Euro an Subvention von der Regierung.

## Beschreibung
Der Rundfunk (niederl.: omroep) besteht in seiner heutigen Form seit 2002. In jenem Jahr erfolgte die Zusammenlegung der zuvor unabhängigen Bereiche: Radio West und TV West. Der Sendebetrieb von Radio West wurde am 1. Januar 1987 aufgenommen; der von TV West 1996. Seit der Fusion im Jahr 2002 hat sich Omroep West zu einem regionalen Medienunternehmen mit mehreren Empfangskanälen entwickelt:
- Omroepwest.nl
- TV West
- 89.3 FM Radio West (die analoge Ausstrahlung via Antenne und Kabel wird jedoch bald eingestellt Stand November 2021)
- DAB+ (Digitalradio) auf 8A (195.936 MHz)
- sowie Social-Media-Aktivitäten bei Facebook, Twitter, YouTube und Flickr

Die Nachrichten von Omroep West sind auch auf den Bildschirmen von Geschäften, Bahnhöfen, in Wartezimmern der örtlichen Krankenhäuser, im Fußballstadion und in Schulen zu sehen.

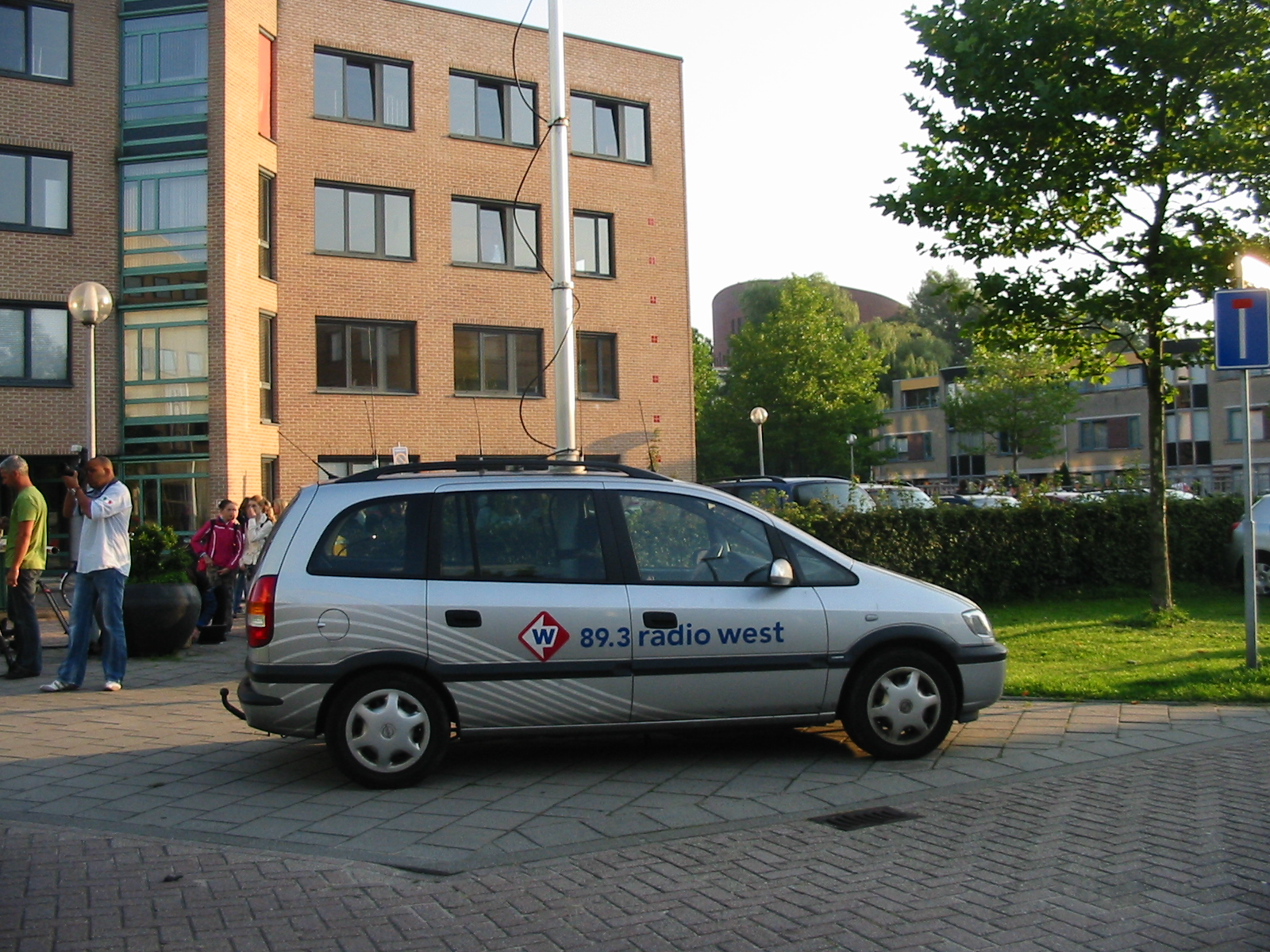
Reportagewagen von Omroep West während einer Demonstration von Greenpeace am Firmensitz von L’Oréal, Alphen aan den Rijn 2006

## Geschichte
1987 wurde von dem ehemaligen Radiodirektor der VARA, Piet van den Ende, der Sender Radio West aufgebaut. Am 2. November 1996 nahm der Fernsehsender TV West seinen Betrieb auf. 2002 wurde ein gemeinsames Sendezentrum an der Laan van 's-Gravenmade in Den Haag bezogen. Dies markierte auch die Fusion beider Sender.

## Kooperationen
Omroep West arbeitet intensiv mit dem Lokalrundfunk in der Gemeinde Den Haag (Den Haag FM), Gemeinde Westland (Stichting WOS), Gemeinde Leiden (Sleutelstad FM) und der Gemeinde Alphen aan den Rijn (Studio Alphen). Diese lokalen Rundfunksender werden in Berichten auch als „mediapartners“ bezeichnet.

## Programmschema
Sendungen bei Omroep West unter anderen:

### Auf Radio West
- West Wordt Wakker (mit Tjeerd Spoor en Jorinda Teeuwen)
- Aan de Bak (mit Patrick van Houten)
- Muijs in de Middag (mit Bas Muijs)
- Muziek aan zee (mit Marjolein Visser)
- West Komt Thuis (mit Justin Verkijk)
- Zuid-Holland Sport (Kooperation mit RTV Rijnmond)
- UIT!
- Klassiek op West

Ehemalige Sendungen:
- Mogge Michiel
- Debby en haar mannen
- SuperDebby
- Patrick in de middag
- Margriet
- Broodje West
- De Lunchshow
- Jouw Middagshow

### Auf TV West
- Team West (Kirsten van Dissel)
- Op de Kaart (Jet Sol)
- FRITS! (Frits Huffnagel)
- Bep het Medium (Bep Monfils)
- Knooppunt Holland (Johan Overdevest)
- Tramsporen en Bus, Reportagen mit Fred Zuiderwijk. (Themenschwerpunkt Nahverkehr, hier HTM)